# Dörpetal und Seitentäler
Das Naturschutzgebiet Dörpetal und Seitentäler liegt auf dem Gebiet der kreisfreien Stadt Remscheid in Nordrhein-Westfalen. Das aus drei Teilflächen bestehende Gebiet erstreckt sich südöstlich der Kernstadt von Remscheid und südöstlich von Lennep entlang der Dörpe, des linken Zuflusses der Wuppertalsperre, und ihrer Seitentäler. Westlich des Gebietes verläuft die B 51 und durch den südlichen Bereich die B 237. Nordwestlich des Gebietes erstreckt sich das etwa 105,2 ha große Naturschutzgebiet Feldbachtal und südlich das etwa 110,7 ha große Naturschutzgebiet Eifgenbach und Seitentäler.

## Bedeutung
Das Naturschutzgebiet mit der Schlüsselnummer RS-005 erstreckt sich auf das Dörpetal und die naturnahen Seitentäler Bornbach, Weidenbroich, Langenbach, Tefentaler Siepen, Tefentaler Bach, unterer Bornersiefen, Waldbach, Waldsiefen, Ochsensiefen und Singensiefen mit einer Fläche von 78,34 ha. Seit dem 8. April 2002 besteht das Veränderungsverbot.
Es handelt sich um das größte, zusammenhängende Gewässerökosystem im Plangebiet des Landschaftsplanes Remscheid-Ost mit hoher Naturnähe und Vielfalt. Die Unterschutzstellung erfolgt insbesondere zur Erhaltung und Entwicklung des Fließgewässerökosystems als gefährdeter Biotopkomplex. Von besonders hohem landschaftsästhetischem Reiz sind das Dörpe- und Langenbachtal mit ihren naturnahen Talabschnitten und offenen Wiesentälern. Das Naturschutzgebiet bietet Lebensraum insbesondere für zahlreiche gefährdete Tier- und Pflanzenarten. Beispielhaft seien hier genannt: Ringelnatter, Blauflügel-Prachtlibelle, Kaisermantel, Mädesüß-Perlmuttfalter, Sumpf-Veilchen und Schlangen-Knöterich.
Eine große Bedeutung für die Biotopvernetzung und einen prägenden Einfluss auf das Landschaftsbild haben insbesondere die wertvollen Hecken- und Rainstrukturen und die markanten alten Einzelbäume, Baumreihen und Baumgruppen.

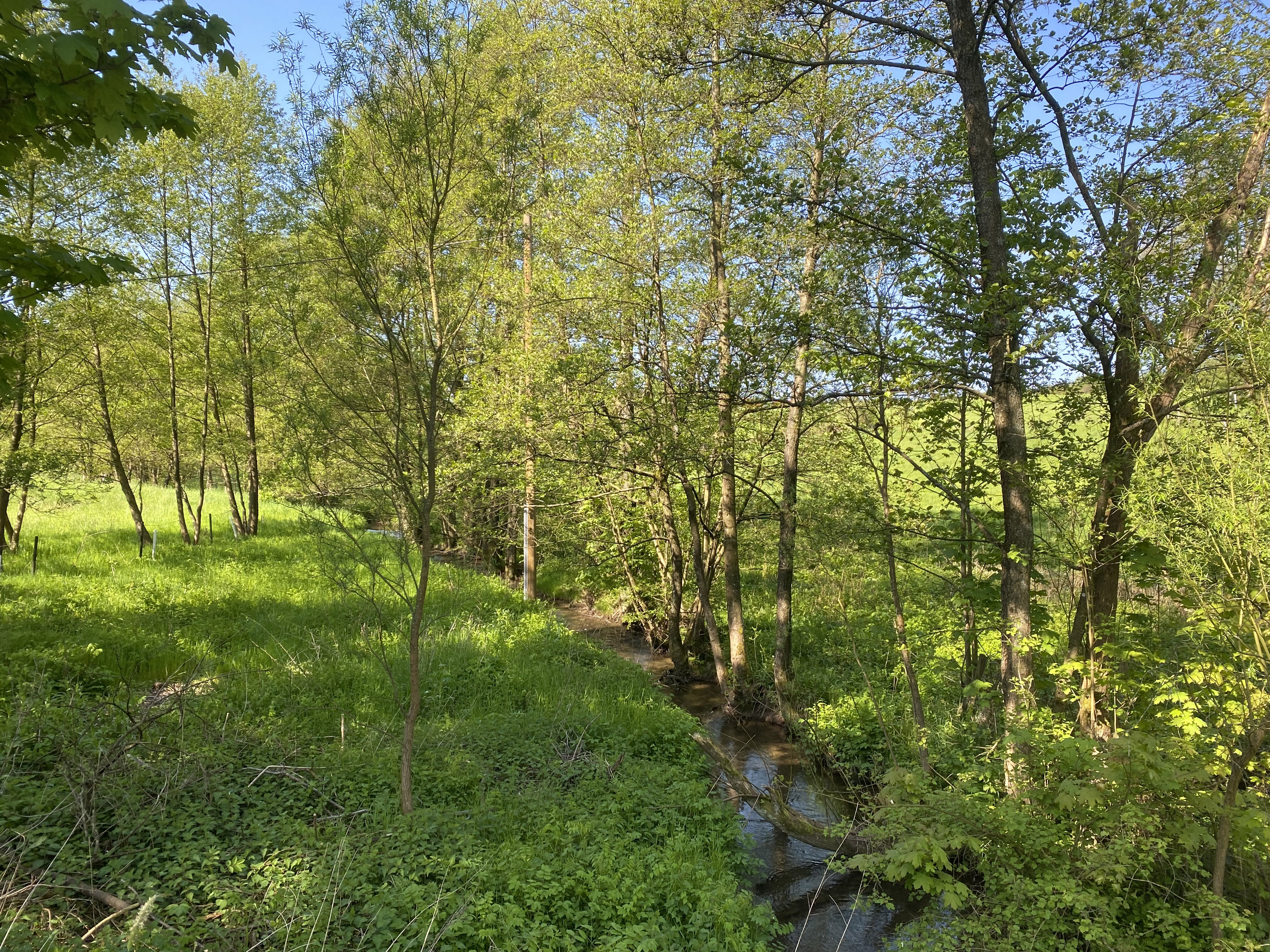
Der Bach Dörpe am Ort Dörpe
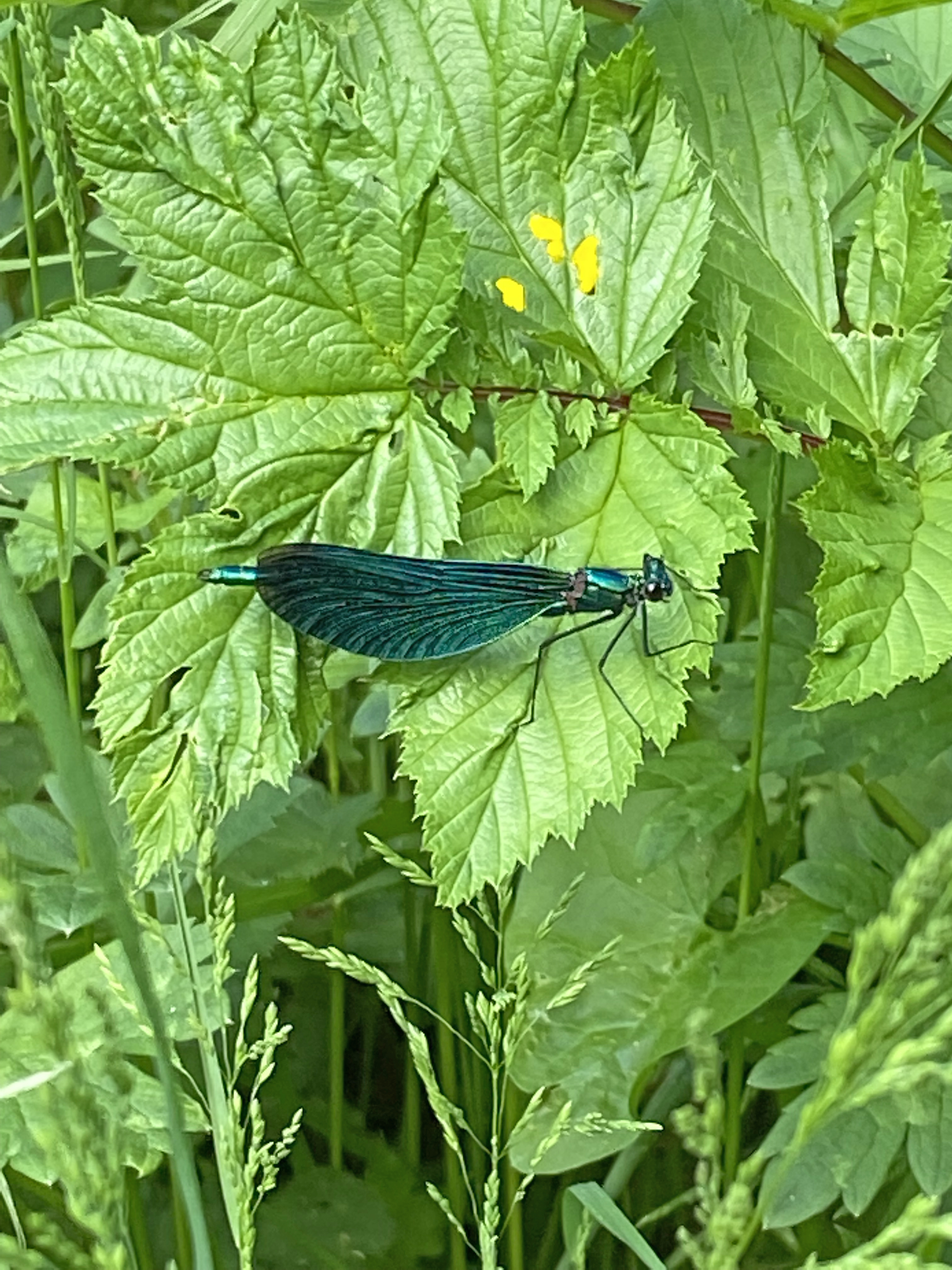
Blauflügel-Prachtlibelle (Calopteryx virgo)
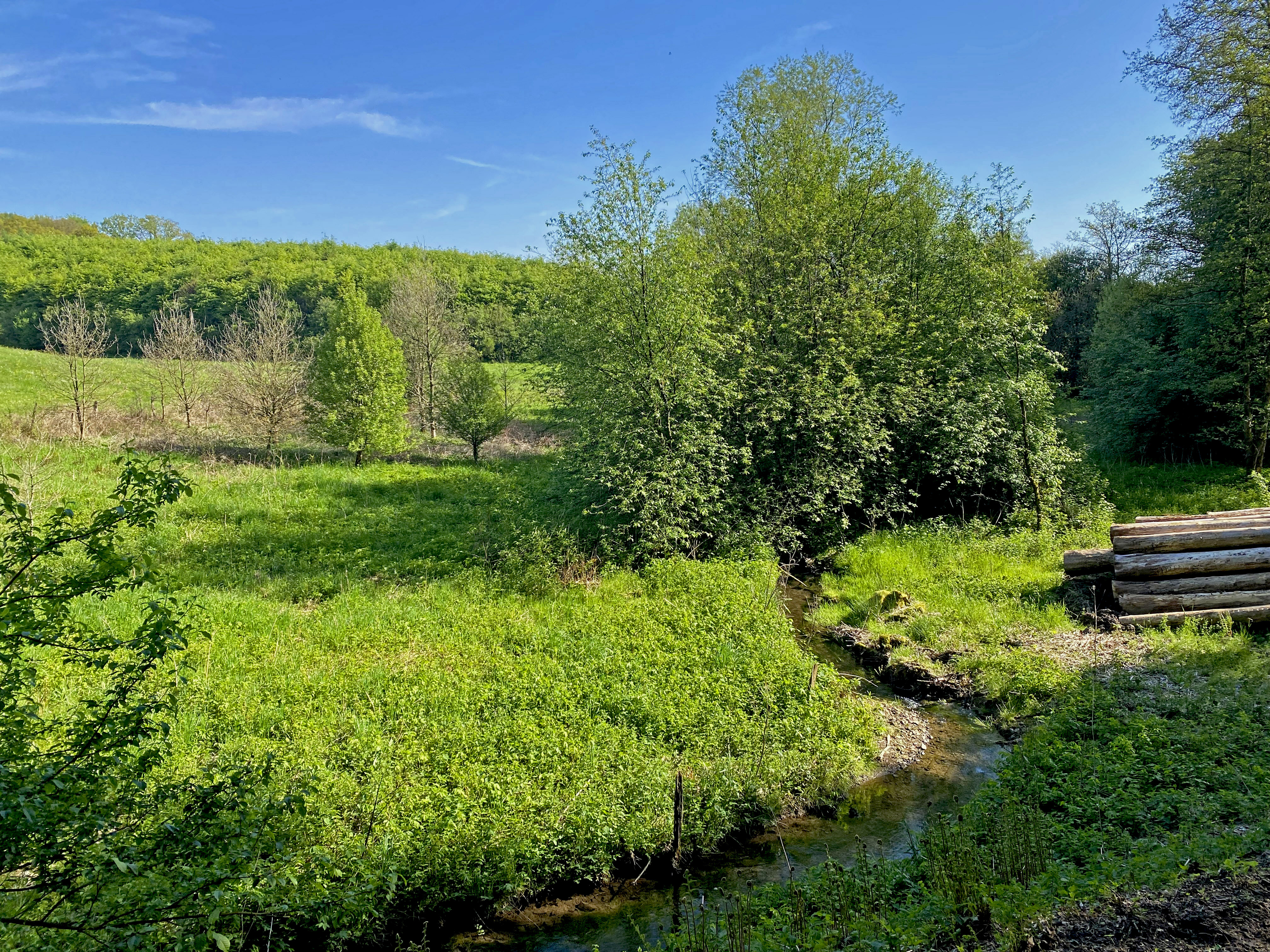
Die Dörpe an der Einmündung des Bornbaches
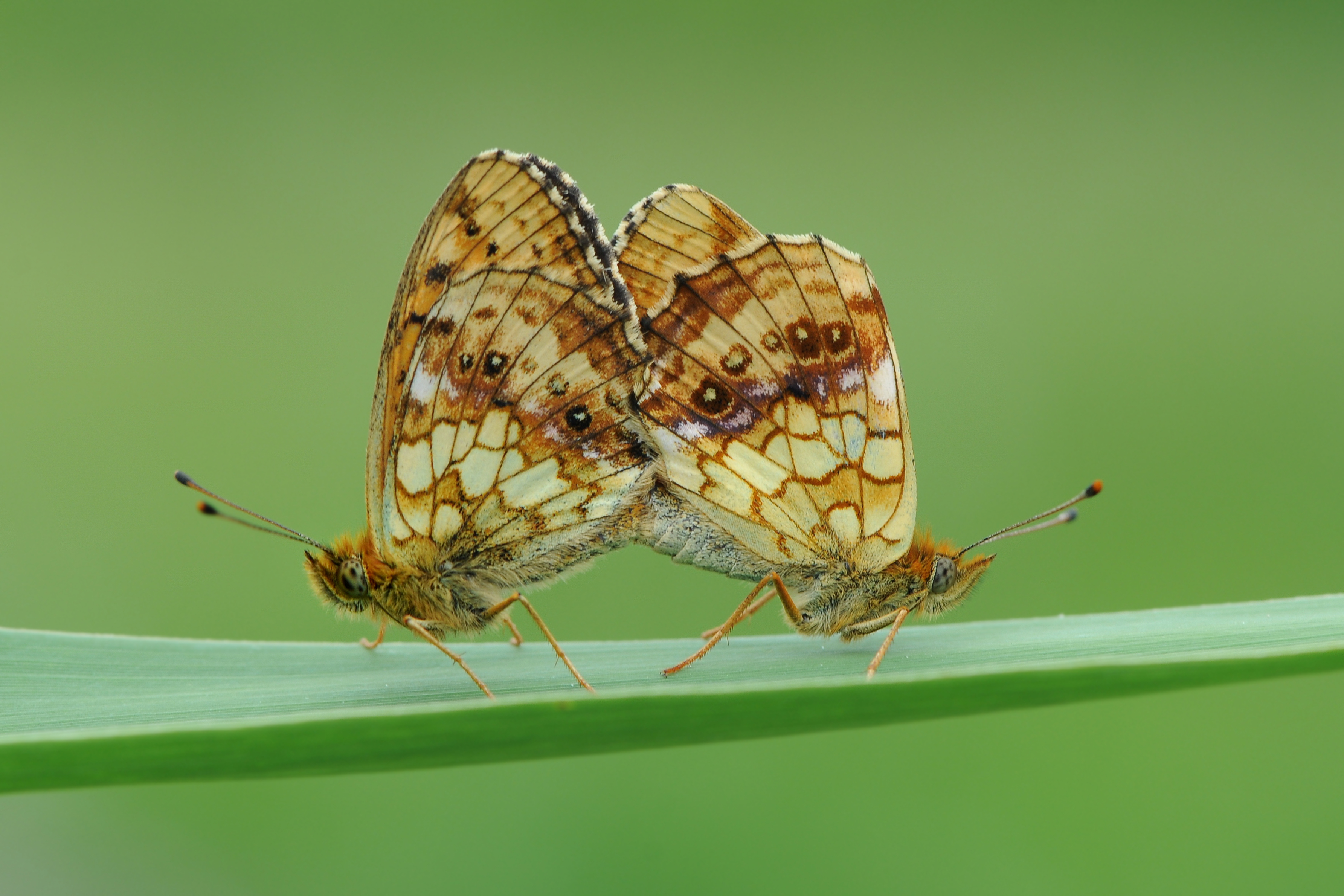
Mädesüß-Perlmuttfalter (Brenthis ino)
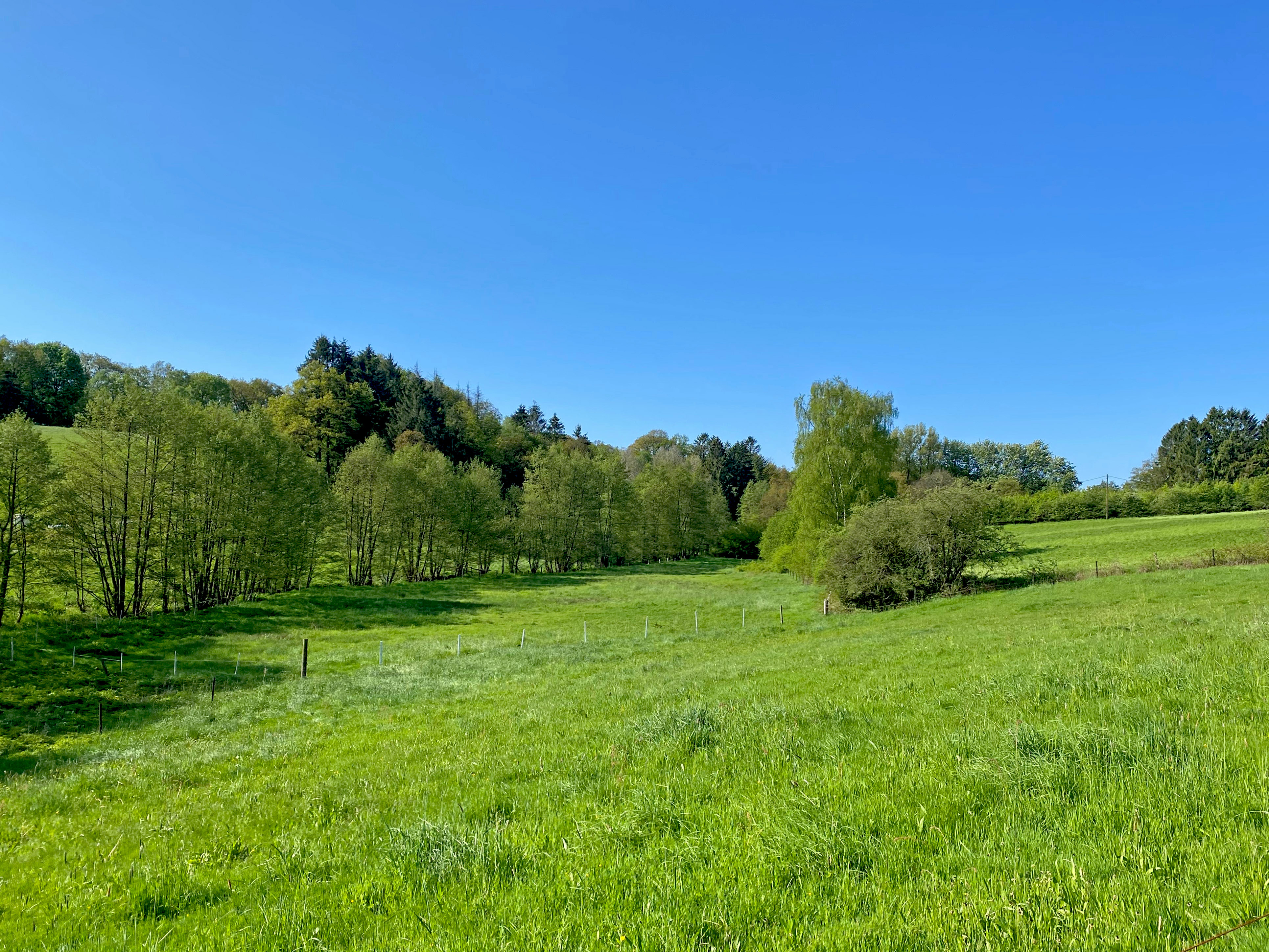
Dörpetal bei Dörpe
Sumpf-Veilchen (Viola palustris)
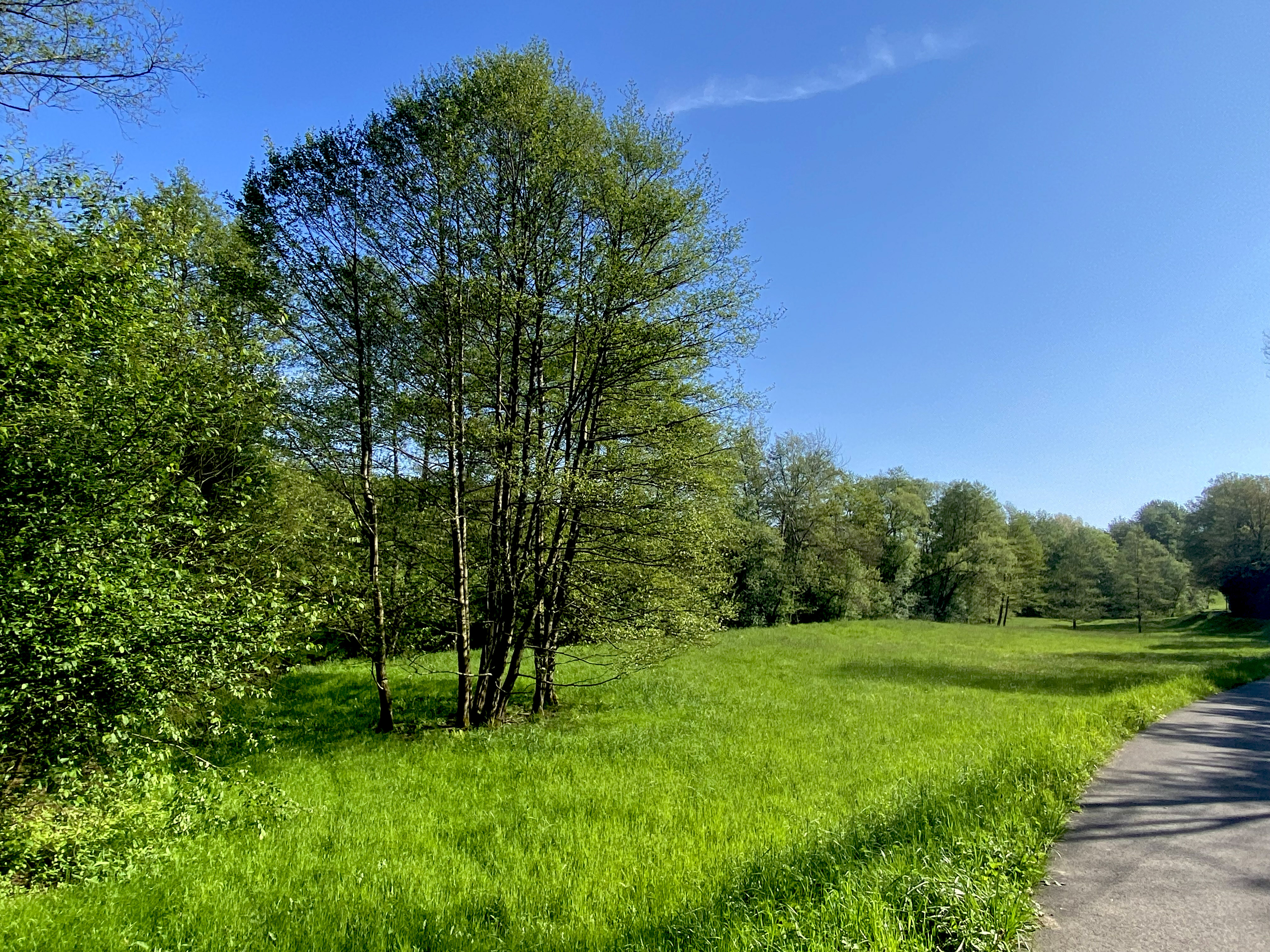
Dörpeaue zwischen Sonnenschein und Dörpe
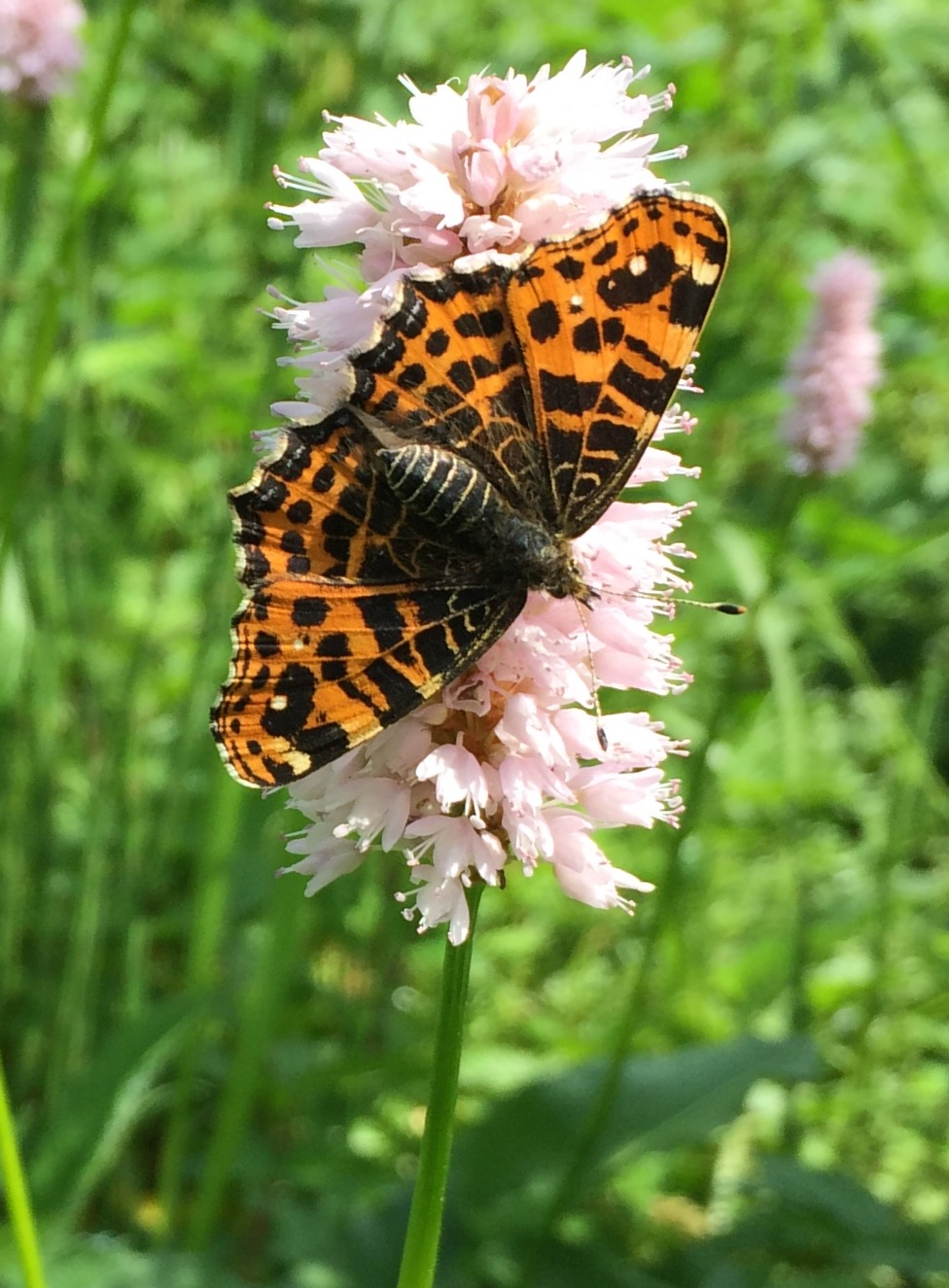
Landkärtchen auf Schlangen-Knöterich
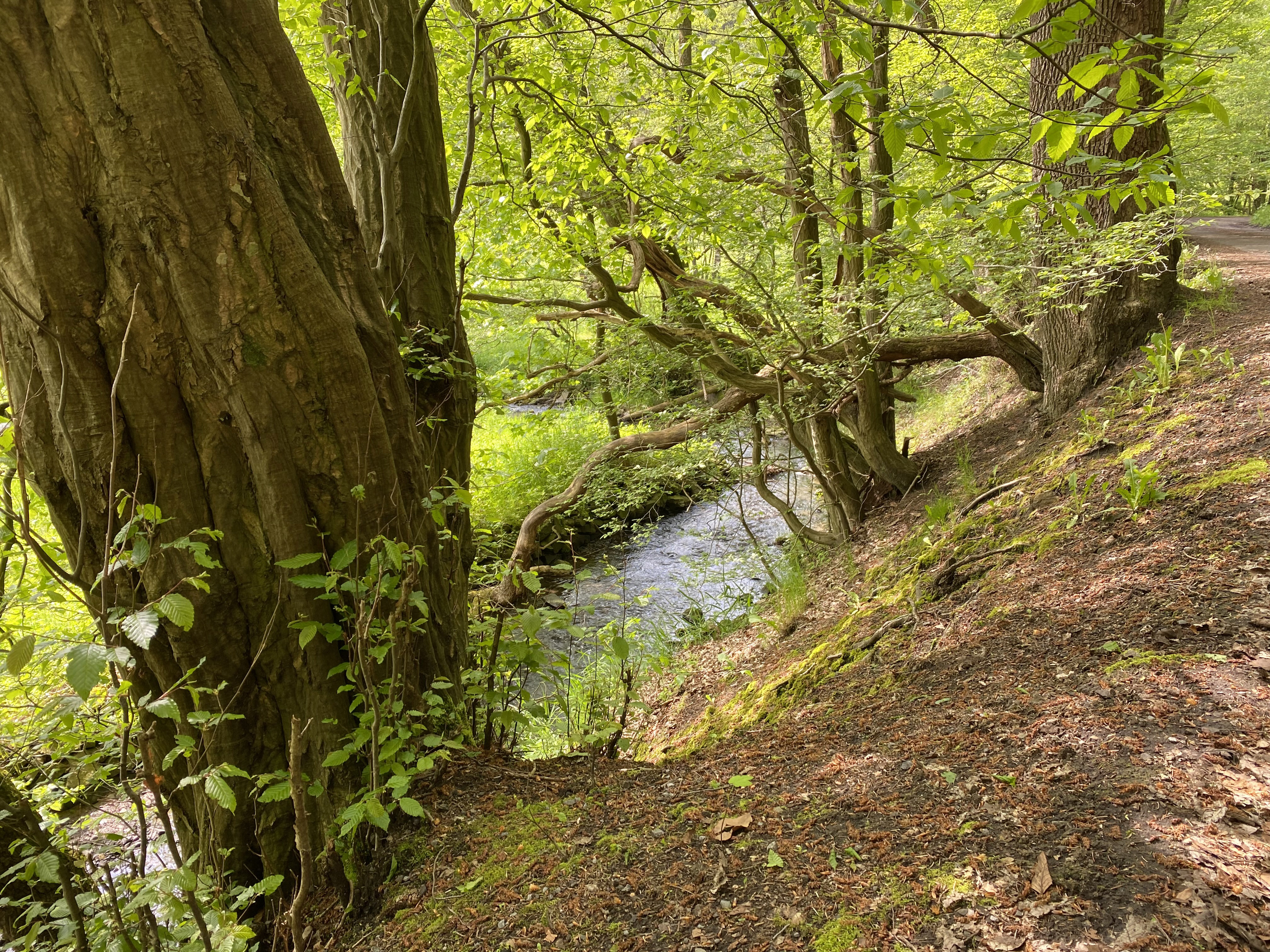
Alt- und Totholz an der Dörpe bei Kaltenborn
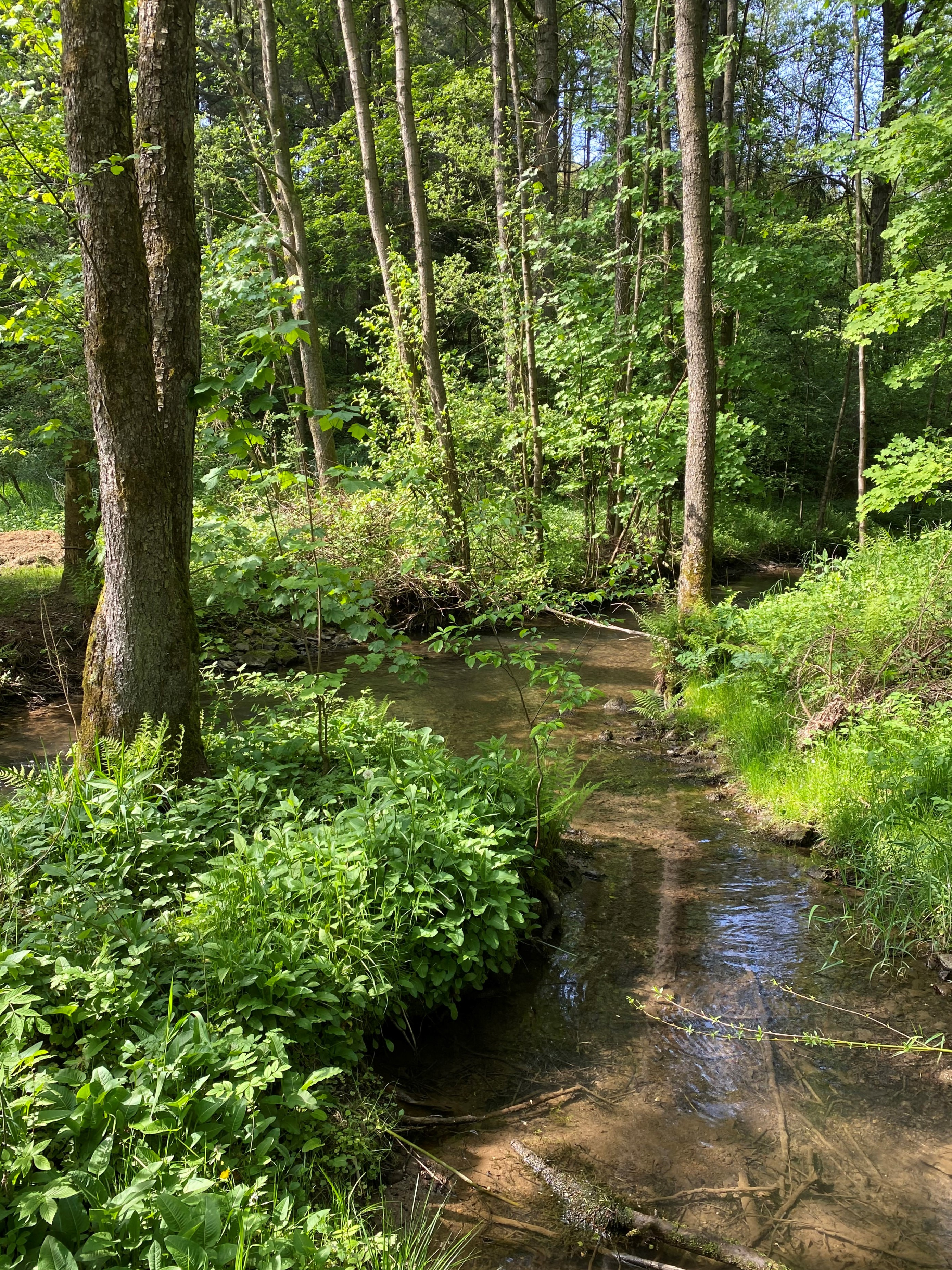
Dörpe bei Goldenbergshammer
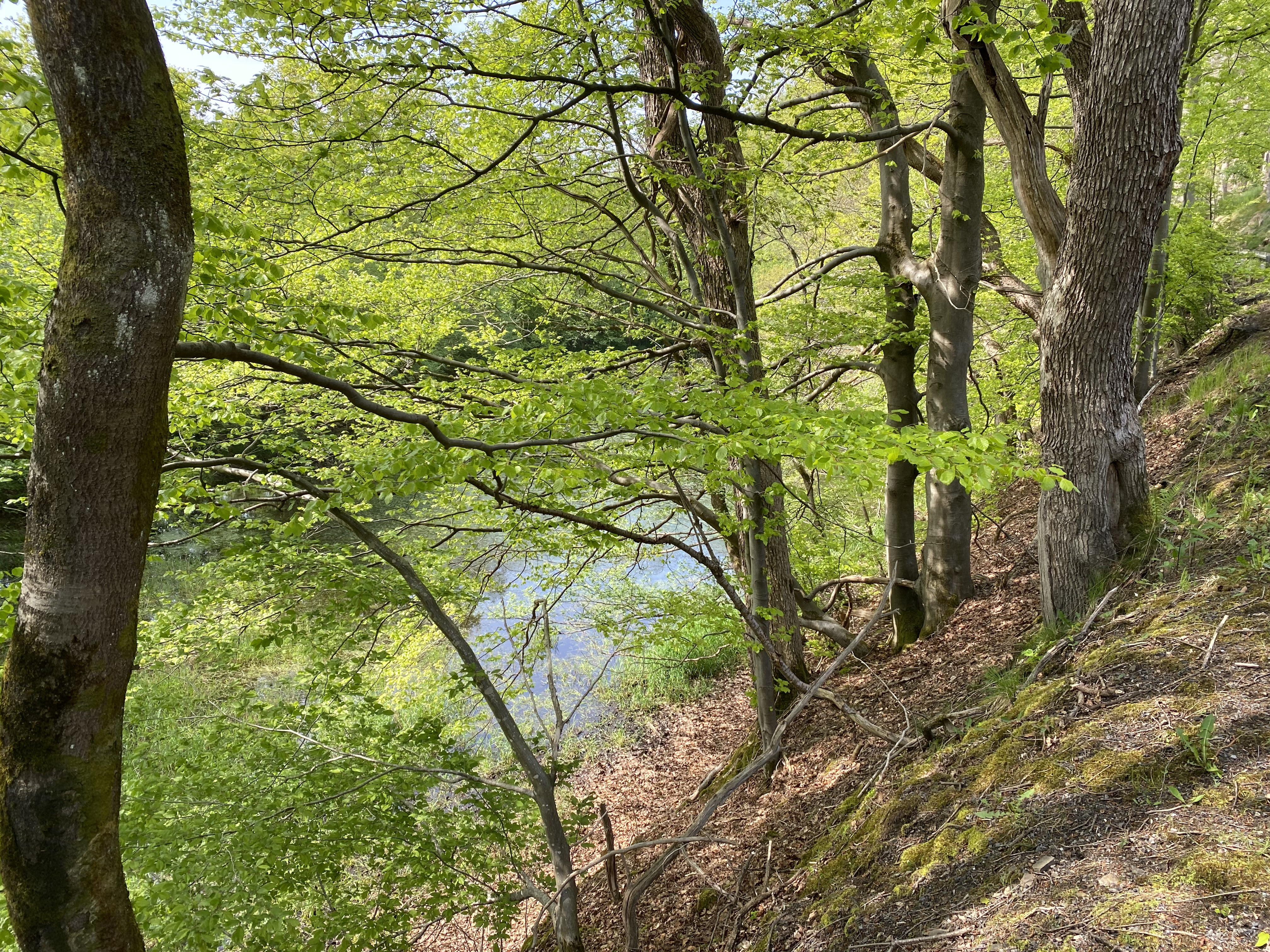
Stauteich bei Goldenbergshammer
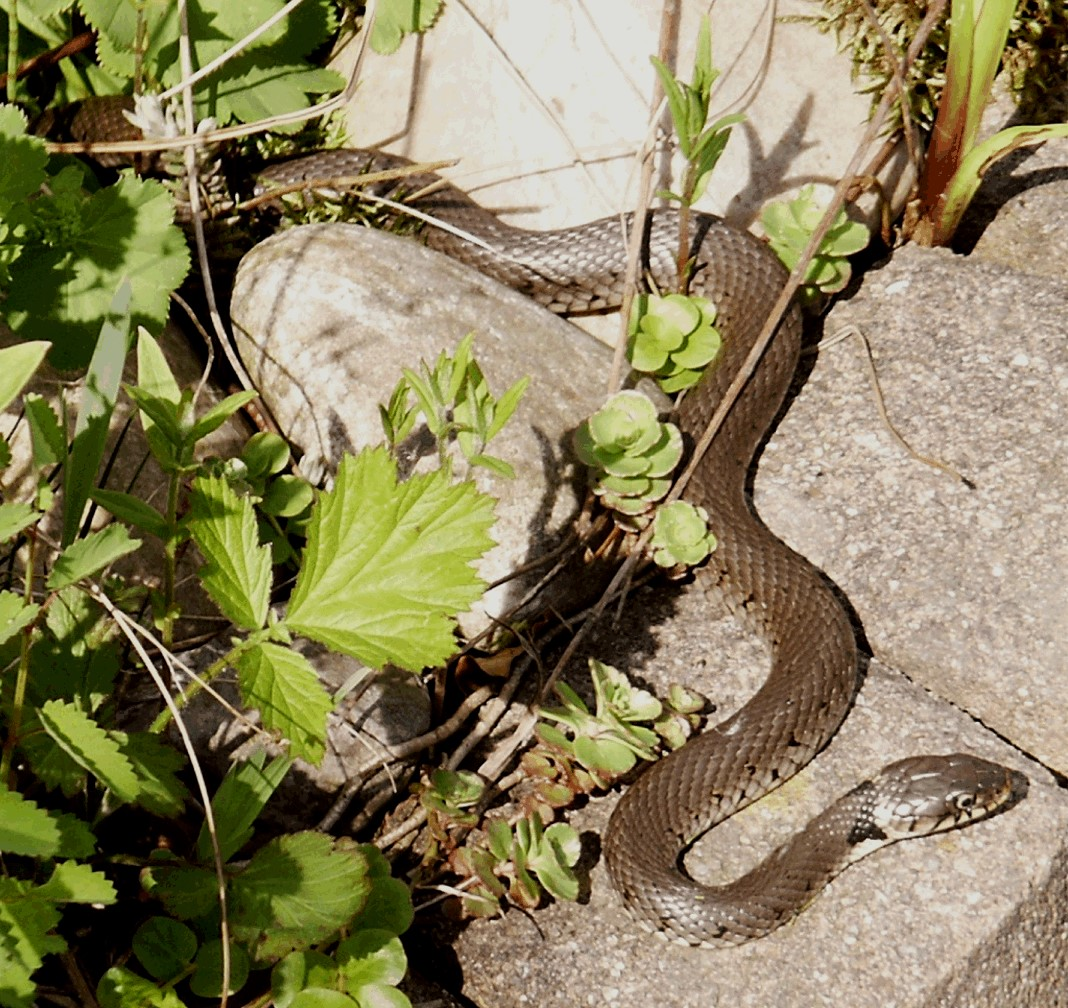
Ringelnatter (Natrix natrix)
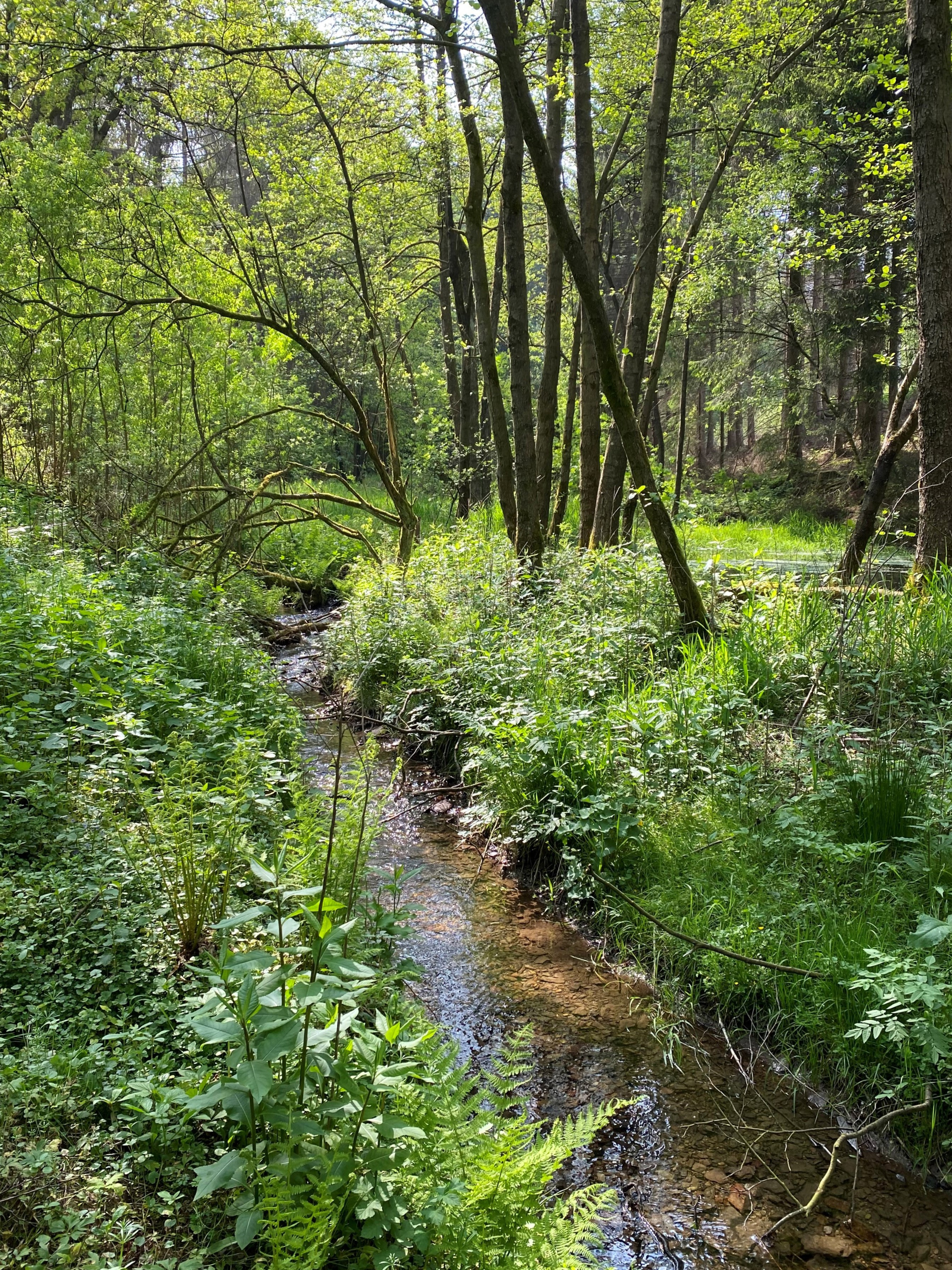
Waldbachtal
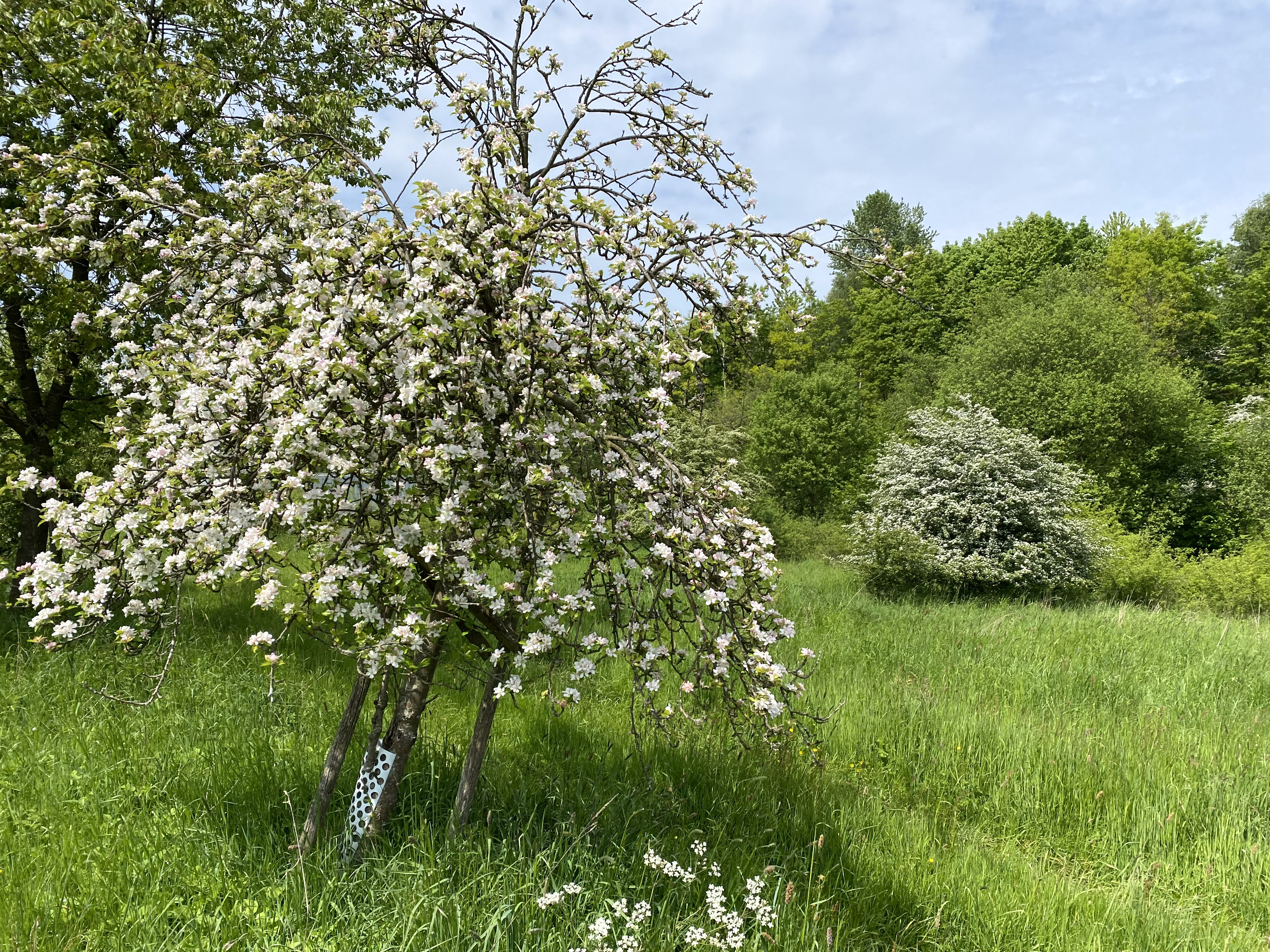
Blühende Apfelbäume im Bornbachtal an der Pumpstation
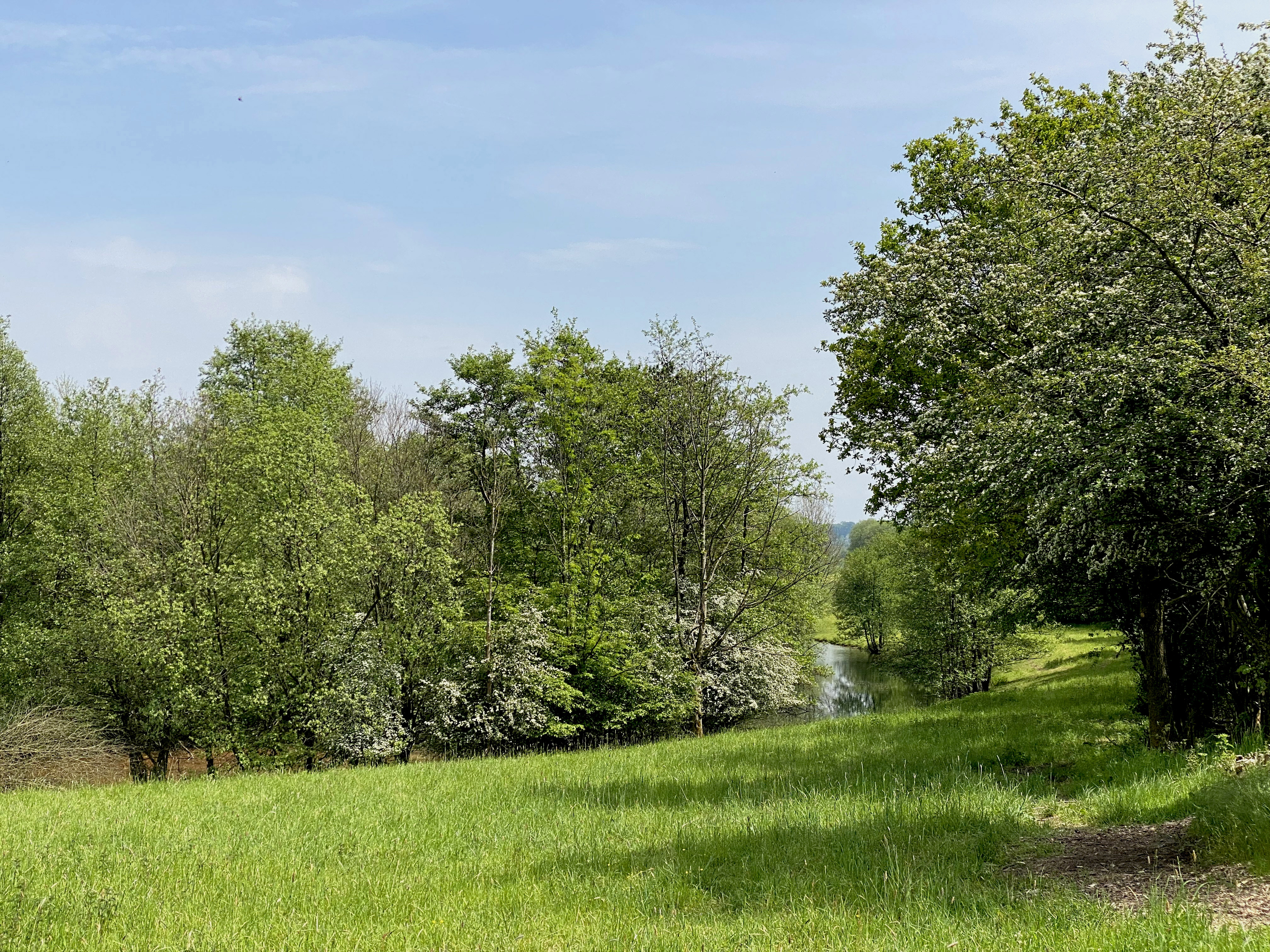
Biotop bei Bornbach
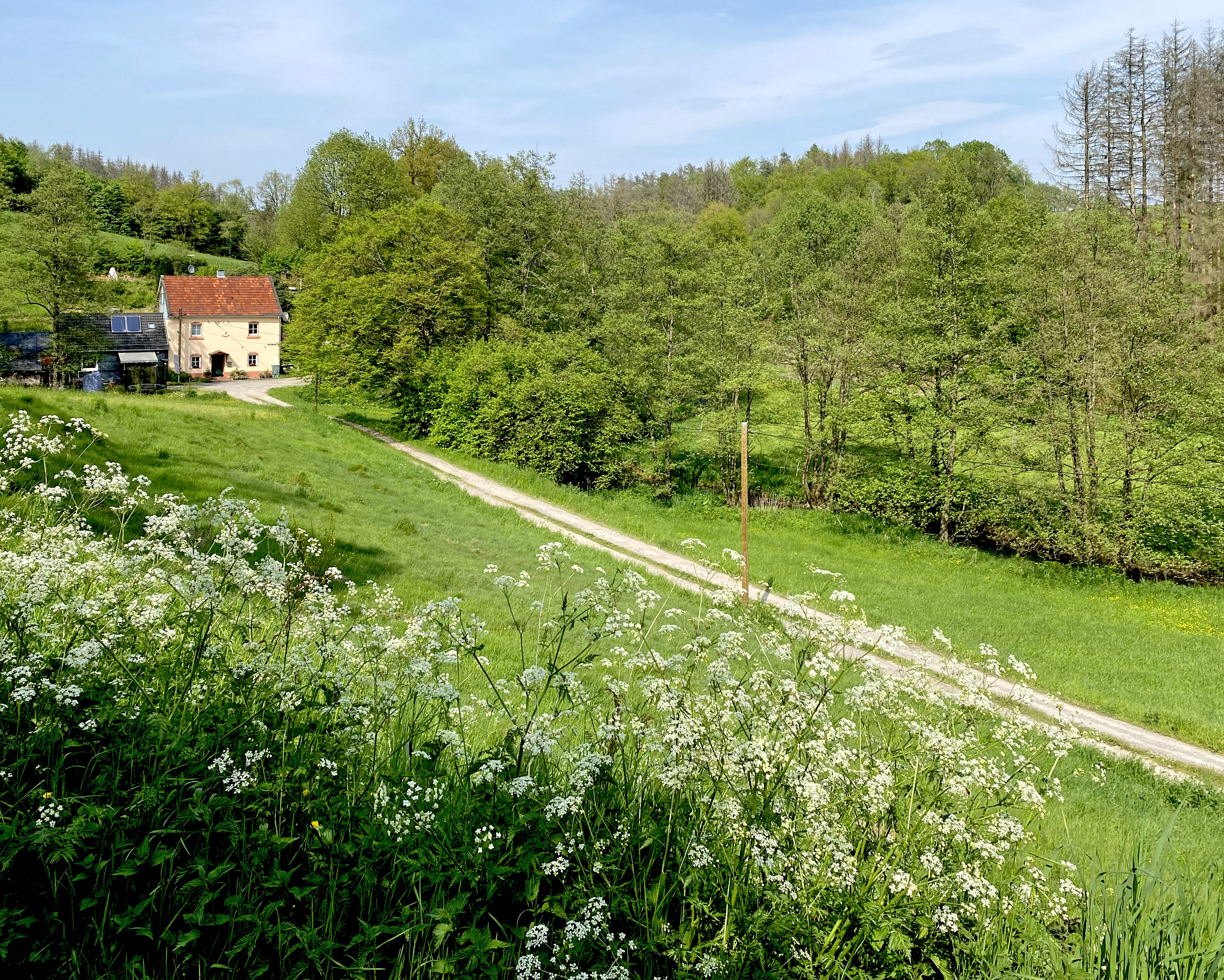
Dörpetal an der Hangberger Mühle
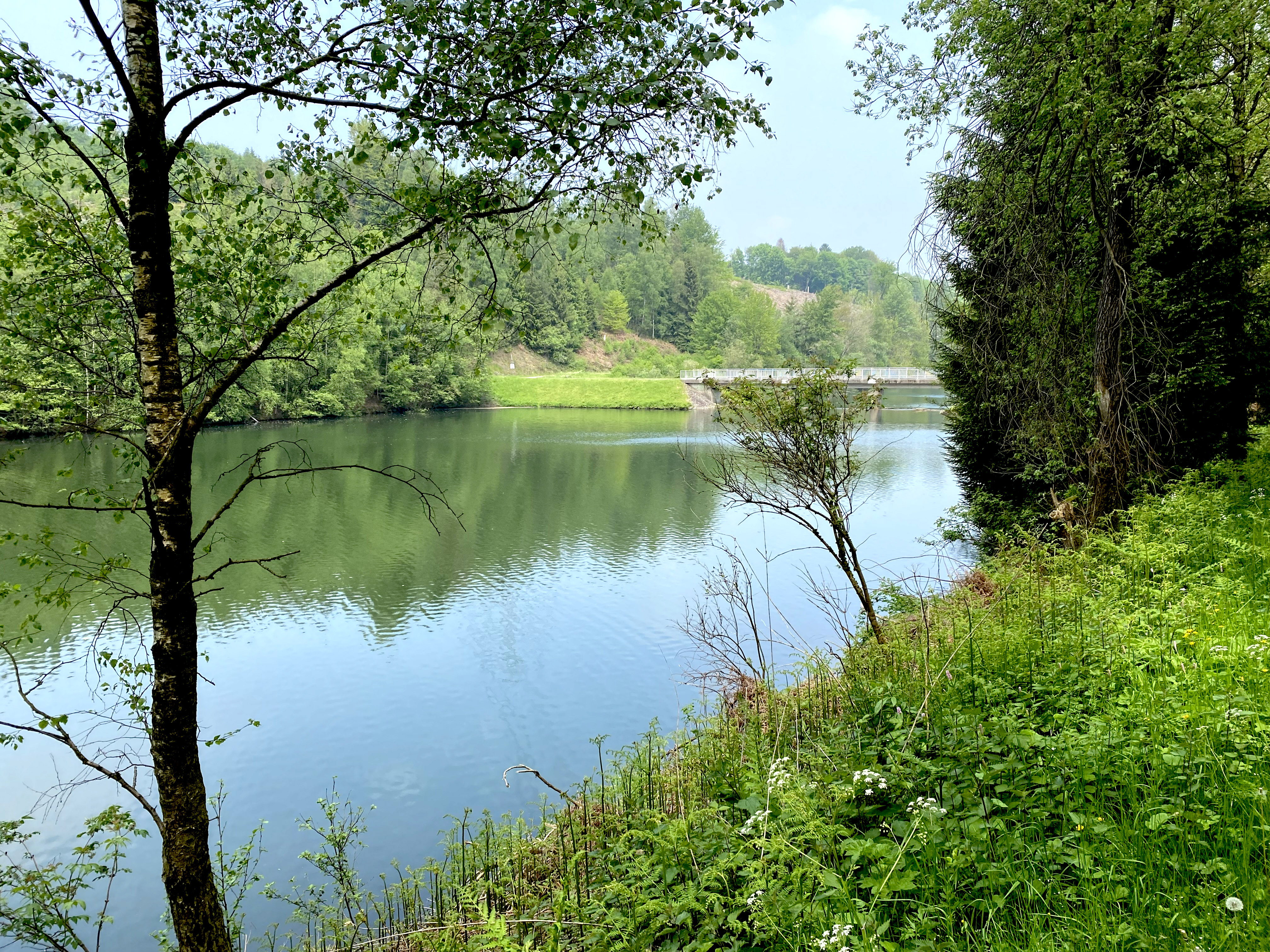
Dörpe-Vorsperre – nördlicher Endpunkt des Naturschutzgebietes Dörpetal